# Anton Mauve
Anthonij (Anton) Rudolf Mauve (18 tháng 9 năm 1838 - 5 tháng 2 năm 1888) là một họa sĩ người Hà Lan thực thụ, một thành viên hàng đầu của Trường Hague. Ông đã ký những bức tranh của ông A. Mauve 'hoặc với chữ' AM '. Một nhà màu chủ, ông có ảnh hưởng rất lớn đến người anh họ của mình là Vincent van Gogh.
Hầu hết các tác phẩm của Mauve mô tả con người và động vật ở các môi trường ngoài trời. Ví dụ, trong buổi Sáng của mình ở Rijksmuseum, những người chơi cưỡi thời trang ở bờ biển được nhìn thấy đi khỏi người xem. Một chi tiết độc đáo, phân ngựa ở tiền cảnh, chứng thực sự cam kết của ông về chủ nghĩa hiện thực.
Những bức tranh nổi tiếng nhất của ông mô tả nông dân làm việc trên đồng ruộng. Những bức tranh của ông về bầy cừu đặc biệt phổ biến với những người bảo trợ ở Mỹ, cho nên sự khác biệt về giá giữa các cảnh "cừu đến" và "cừu" đã phát triển.

## Cuộc sống và công việc
Mauve đã kết hôn với anh em họ của Van Gogh là Ariëtte (Jet) Sophia Jeannette Carbentus, và ông có ảnh hưởng lớn đến van Gogh, người tôn kính ông. Ông được đề cập, trực tiếp hay gián tiếp, trong 152 bức thư còn sót lại của Van Gogh. Một bảng so sánh số lượng chữ cái đề cập đến ảnh hưởng quan trọng nhất của ông được thể hiện trong bảng.Van Gogh đã dành ba tuần tại xưởng vẽ của Mauve vào cuối năm 1881 và trong thời gian đó, ông đã thực hiện những thí nghiệm đầu tiên của ông trong hội họa dưới sự giám sát của Mauve, lần đầu tiên trong các loại dầu và sau đó vào đầu năm sau trong màu nước (trước đây ông đã tập trung vẽ). Mauve tiếp tục khuyến khích anh ta và cho anh mượn tiền để thuê và cung cấp một phòng thu, nhưng sau đó trở nên lạnh giá đối với anh ta và không trả lại một số thư.